# Капитуляция в Брандуотер-Бассейне
Капитуляция в Брандуотер-Бассейне (англ. The Brandwater Basin) — одно из событий Второй англо-бурской войны. 
Британским войскам под командованием генерала Арчибальда Хантера удалось с помощью искусного комбинированного маневра окружить на территории между горными хребтами и рекой Каледон (так называемый Брандуотер-Бассейн) большую часть войск бурского Оранжевого Свободного Государства во главе с комендантом Мартинусом Принсло и заставить их 30 июля 1900 года сложить оружие.
После победы в сражении при Бетлехеме британскому командованию стало очевидно, что в случае быстрого наступления от Бетлехема в направлении границы с басуто, все войска буров к северу от Фиксбурга окажутся в окружении в Брандуотер-Бассейне.

## Бои за перевалы
20 июля генерал Арчибальд Хантер, ответственный за проведение операции, начал активные действия против оставшихся бурских частей в Брандуотер-Бассейне.
На востоке Брюс Гамильтон силами одного пехотного батальона штурмовал холм Шпицкранц (или Шпиц Коп), который доминировал над входом в Наувпорт-Нек, лежащий дальше на юг. Шпицкранц удерживали около 400 буров, и бои продолжались в течение всего дня. Горцы Гамильтона захватили холм утром 21 июля.
Когда Шпицкранц был захвачен и отступление буров на восток стало невозможным, 22 июля Хантер отдал приказ об одновременной атаке на следующий день входов в Бассейн у перевалов Ретифс-Нек, Слаббертс-Нек, Вит-Нек и Коммандос-Нек.
На юго-западной окраине генерал Рандл действовал в районе Коммандос-Нек. В течение 23 и 24 июля его части окружили буров южнее и западнее хребта Виттеберген. Произошли ружейные и артиллерийские перестрелки, но серьезных попыток штурма обороны противника предпринято не было. 25 июля, когда буры беспорядочно отступали, конные подразделения Рандла смогли беспрепятственно занять Коммандос-Нек. Другие силы буров были вытеснены через проход в Брандуотер-Бассейн в направлении Фурисбурга.
23 июля центральный отряд, находившийся под командованием самого Хантера, был задержан бурами у перевала Ретифс-Нек. Буры здесь, под командованием генерала Мартинуса Принсло, были частично защищены естественными трещинами в земле, частично превосходными траншеями, которые они прорыли поперек самого перевала, на холме Туйфельберг западнее, на изрезанной трещинами скале к востоку от перевала и на гребнях дальше.
Первая атака на Ретифс-Нек была предпринята двумя батальонами бригады Макдональда, которые незадолго до сумерек захватили главную линию хребта к востоку от позиции. Каждый батальон потерял около тридцати человек. Вечером патруль скаутов обнаружил, что бурские позиции на центральном, «похожем на Гибралтар» холме, были оставлены их защитниками на ночь. Тут же они были заняты ротой солдат. Хантер перенаправил атаки с бурского левого фланга, Туйфельберга, на удерживаемую бурами возвышенность к востоку от хребта, куда послал утром три батальона. К полудню позиции буров были захвачены, и британцы начали продвигаться вперед и спускаться по обратному склону к их лагерям. Двухдневные бои стоили англичанам двенадцати убитых и 81 раненого.
Перевал Слаббертс-Нек был очень грамотно укреплен. Буры заняли позиции на гребнях хребтов, но их основные окопы располагались на нижних уступах прямо напротив дороги; у них было два орудия и пом-пом, спрятанные в этих траншеях.
23-го британцы его дважды штурмовали, но безуспешно, потеряв 17 человек убитыми и ранеными. В ту же ночь группа разведчиков обнаружила, что оборона на господствующей возвышенности на западе была незанята бурами. Генерал Клементс воспользовался этим и отправил шесть рот во главе с полковником Гиннесом совершить обход вдоль вершины высот. Ночной бросок был сопряжен с огромными трудностями: солдаты ползли по узкой каменистой тропинке, по самому краю обрыва глубиной в 400 футов. Утром они и основные силы атаковали буров. Буры, быстро осознав неудобство своего положения, поспешно оставили свои позиции и к полудню устремились на восток, надеясь прорваться через Наувпортс-Нек и выйти на дорогу на Гаррисмит.
25 июля бригады Хантера, Клементса и Пэджета, захватившие перевалы, вошли в долину Брандуотер-Бассейна.
26 июля дивизией Рандла был занят Фурисбург. Два выхода из ловушки на этом этапе еще оставались не заблокированными - Наувпорт-Нек и Золотые ворота.
На следующий день генерал Макдональд с совместно с бригадой Брюса Гамильтона провел тяжелый бой за пределами Наувпорта на Вифлеемских холмах, и результатом этих действий стало блокирование Наувпорт-Нека для движения бурских фургонов. Оставались Золотые ворота, куда, как к единственному оставшемуся выходу из Бассейна, устремились буры.
28-го Хантер бригадами Клементса и Пэджета из Фурисбургской долины атаковал буров, стоявших восточнее на двух перевалах. Сразу же после ожесточенного боя был захвачен первый перевал. Немного позже, благодаря блестящему броску шотландской гвардии, под покровом сумерек были захвачены хорошо укрепленные позиции Слаапкранца. Кольцо окружения сузилось, среди буров распространилась паника. Отступающие фургоны, пушки и люди застряли в узких ущельях, ведущих к Золотым воротам, неудобным для прохода.

## Капитуляция
29 июля Мартинус Принсло, за два дня до этого избранный главным комендантом, понимая, что его пушки и фургоны невозможно переправить через горы, обратился с просьбой о четырехдневном перемирии, но получил отказ, и чуть позже, днем, он отправил Хантеру парламентера с белым флагом и заявлением о безоговорочной капитуляции.
30 июля бурская армия, которая так долго сдерживала британские силы, начала спускаться с гор и складывать оружие у Фурисбурга. В первый день капитулировало не более одиннадцати сотен солдат с пятнадцатью сотнями лошадей и двумя орудиями. На следующий день сдались еще семьсот пятьдесят человек с восемью сотнями лошадей, а 6 августа общее количество пленных составляло четыре тысячи сто пятьдесят и три орудия. Британские потери за неделю боев составили 33 убитыми и 242 ранеными.
Несколько групп буров (около 1500 человек, семь орудий Круппа, одно английское орудие, два пулемета Максима и пом-пом) во главе с генералом Яном Хендриком Оливье (победителем в сражении при Стормберге) сумели отделиться от капитулирующих войск и проскользнуть через Золотые ворота.